# Annika Persson (författare)
Annika Tove Margaretha Persson, född 5 juli 1968 i Malmö, är en svensk kulturjournalist och författare

## Biografi
Annika Persson utgav 2024 Elsa och Natanael Beskow. En kärlekshistoria, (Albert Bonniers förlag 2024). Tidigare har hon skrivit böcker om textilkonstnären Märta Måås-Fjetterström och skådespelaren Lena Nyman. 
Hon är bokredaktör i M-magasin och har tidigare publicerat sig i framför allt Dagens Nyheter, men också i Tidningen Vi, Vi läser, Expressen samt med inslag i Sveriges Radios Godmorgon Världen! Hon var också chefredaktör och ansvarig utgivare för Biblioteksbladet 2016-2019.
Hon är dotter till tidigare riksdagsledamoten Bertil Persson och bibliotekarien Tove Persson.